# Callopepla flammula
Callopepla flammula là một loài bướm đêm thuộc phân họ Arctiinae, họ Erebidae.